# Буговое
Буговое (укр. Бугове) — село в Гайворонской городской общине Голованевского района Кировоградской области Украины.
Население по переписи 2001 года составляло 430 человек. Почтовый индекс — 26323. Телефонный код — 5254. Код КОАТУУ — 3521182402.

## История
В 1945 году Указом ПВС УССР село Юзефполь переименовано в Буговое.
До 2020 года село входило в Гайворонский район